# Auguste Haime
Auguste Haime (* 11. November 1790 in Tours; † 27. September 1877 ebenda) war ein französischer Arzt.

## Leben und Wirken
1816 erlangte Auguste Haime in Paris den medizinischen Doktorgrad. Anschließend praktizierte er in Tours. Mehrmals, u. a. 1841, war er Präsident der „Société médicale de Tours.“ Er war korrespondierendes Mitglied der Académie de Médecine. Seine Beobachtungen über Akupunktur, die er zusammen mit Pierre Fidèle Bretonneau veröffentlichte, wurden häufig zitiert. Sein Sohn war der Zoologe, Paläontologe und Geologe Jules Haime.

## Werke
- Dissertation sur les fractures comminutives des membres, précédée de considérations générales sur les os, sur leurs fractures en général et principalement sur la formation des cals. Thèse de médecine, Paris, n° 135, Didot jeune, 1816, XI-95
- Notice sur l’acupuncture et observations médicales sur ses effets thérapeutiques. In: Recueil des travaux de la Société médicale de Tours, 1818, S. 9–18.
- Nôte sur l’acupuncture et observations médicales sur ses effets thérapeutiques. In: Journal universel des sciences médicales. Band XIII, Paris 1819, S. 27–42. (Digitalisat)
- Réflexions générales sur les constitutions médicales. Mame, Tours 1837 (Digitalisat)
- Réflexions sur les différents âges de la vie de l’homme. Ladevèze, Tours 1857 (Digitalisat)
- Sur l’insénescence intellectuelle ou du sens intime. Ladevèze, Tours 1863 (Digitalisat)